# Volo Aeroflot 2230
Il volo Aeroflot 2230 era un volo passeggeri di linea nazionale da Sverdlovsk a Tashkent, nell'allora Unione Sovietica. Il 16 novembre 1967, un Ilyushin Il-18 operante su tale rotta precipitò dopo il decollo, provocando la morte di tutte le 107 persone a bordo (inclusi dodici bambini). All'epoca fu l'incidente aereo con più vittime in Russia e coinvolgente un Il-18.

## L'aereo
Il velivolo coinvolto era un Ilyushin Il-18V prodotto il 25 marzo 1964 con numero di serie 184007002 e marche CCCP-75538. Al momento dell'incidente aveva accumulato 5 326 ore di volo in 2 111 cicli di decollo-atterraggio.

## L'equipaggio
L'equipaggio era composto dal pilota al comando Jurij Abaturov, dal copilota Nikolaj Michajlov, dall'ufficiale di navigazione Anatolij Zagorskij, dall'ingegnere di volo Viktor Ospiščev e dal tecnico radio Jurij Efremov.

## L'incidente
L'aereo venne autorizzato al decollo dall'aeroporto di Kol'covo alle 21:02 ora locale. Uno dei quattro motori si incendiò ma la sua elica non venne messa in bandiera e cominciò a generare resistenza; questa provocò una brusca virata verso destra durante la salita ad una velocità di 185 nodi (343 km/h) e a un'altitudine di 475 piedi (145 m). Il velivolo cominciò a scendere rapidamente e colpì il terreno ad una velocità orizzontale di 240 nodi (440 km/h), una velocità verticale di 20 m/s e con un'inclinazione di 37°. Si disintegrò completamente, complicando la successiva indagine.

## Le indagini
Il team di investigatori concluse che l'incidente era stato provocato da un'indicazione errata degli orizzonti artificiali e del sistema di bussole a causa di un guasto elettrico, e che l'equipaggio non fu in grado di determinare la corretta altitudine. Il guasto elettrico era stato probabilmente generato dal malfunzionamento del motore e dal suo incendio.